# Erownuli Liga (2022)
Erownuli Liga 2022 była 34. sezonem najwyższej klasy rozgrywkowej w Gruzji w piłce nożnej.
Wzięło w niej udział 10 drużyn, które od 25 lutego 2022 do 3 grudnia 2022 rozegrały 36 kolejek meczów.
Obrońcą tytułu była drużyna Dinamo Batumi.
Mistrzostwo po raz dziewiętnasty w historii zdobyła drużyna Dinamo Tbilisi.

## Format rozgrywek
Dziesięć uczestniczących drużyn gra ze sobą czterokrotnie. 
Zwycięzca ligi zostaje mistrzem Gruzji i kwalifikuje się do I rundy kwalifikacyjnej Ligi Mistrzów UEFA. 
Drużyna, która zajmie drugie, trzecie miejsce i zdobywca Pucharu Gruzji, kwalifikują się do I rundy kwalifikacyjnej Ligi Konferencji Europy UEFA. 
W przypadku zdobycia pucharu przez drużynę, która zapewniła sobie grę w europejskich pucharach, awans otrzymuje czwarta drużyna rozgrywek.
Do niższej ligi spada bezpośrednio ostatnia drużyna, a ósma i dziewiąta rozegra baraż z drużyną z niższej ligi.

## Drużyny
| Uczestnicy poprzedniej edycji | Uczestnicy poprzedniej edycji | Uczestnicy poprzedniej edycji | Uczestnicy poprzedniej edycji |
| --- | ----------------------------- | ----------------------------- | ----------------------------- |
| DBA | Dinamo Batumi                 | Batumi                        | 1                             |
| DTB | Dinamo Tbilisi                | Tbilisi                       | 2                             |
| DIL | Dila Gori                     | Gori                          | 3                             |
| SAB | Saburtalo Tbilisi             | Tbilisi                       | 4                             |
| LTB | Lokomotiwi Tbilisi            | Tbilisi                       | 5                             |
| TEL | SK Telawi                     | Telawi                        | 6                             |
| SCK | Samgurali Ckaltubo            | Ckaltubo                      | 7                             |
| po barażach |                               |                               |                               |
| TKU | Torpedo Kutaisi               | Kutaisi                       | 8                             |
| Awans z Erownuli Liga 2 |                               |                               |                               |
| SIO | Sioni Bolnisi                 | Bolnisi                       | 1                             |
| po barażach |                               |                               |                               |
| GTB | FC Gagra                      | Tbilisi                       | 2                             |
| Oznaczenia: - kolumna pierwsza – skróty nazw drużyn, - kolumna trzecia – siedziba klubu, - kolumna czwarta – miejsce zajęte w poprzednim sezonie. |                               |                               |                               |

## Tabela
| Lp. | Drużyna                | M  | Z  | R  | P  | B+ | B-  | +/– | Pkt | Kwalifikacja lub spadek                               |
| --- | ---------------------- | -- | -- | -- | -- | -- | --- | --- | --- | ----------------------------------------------------- |
| 1   | Dinamo Tbilisi (M)     | 36 | 24 | 8  | 4  | 73 | 29  | +44 | 80  | Liga Mistrzów UEFA • I runda kwalifikacyjna           |
| 2   | Dinamo Batumi          | 36 | 23 | 8  | 5  | 87 | 34  | +53 | 77  | Liga Konferencji Europy UEFA • I runda kwalifikacyjna |
| 3   | Dila Gori              | 36 | 17 | 8  | 11 | 48 | 35  | +13 | 59  | Liga Konferencji Europy UEFA • I runda kwalifikacyjna |
| 4   | Samgurali Ckaltubo     | 36 | 15 | 12 | 9  | 55 | 44  | +11 | 57  |                                                       |
| 5   | Torpedo Kutaisi (P)    | 36 | 15 | 9  | 12 | 48 | 48  | 0   | 54  | Liga Konferencji Europy UEFA • I runda kwalifikacyjna |
| 6   | Saburtalo Tbilisi      | 36 | 13 | 8  | 15 | 51 | 49  | +2  | 47  |                                                       |
| 7   | Telavi                 | 36 | 8  | 15 | 13 | 29 | 36  | −7  | 39  |                                                       |
| 8   | Sioni Bolnisi (B, S)   | 36 | 8  | 12 | 16 | 38 | 60  | −22 | 36  | baraż o utrzymanie                                    |
| 9   | Gagra (B, O)           | 36 | 9  | 9  | 18 | 36 | 57  | −21 | 36  | baraż o utrzymanie                                    |
| 10  | Lokomotiwi Tbilisi (S) | 36 | 1  | 5  | 30 | 28 | 101 | −73 | 8   | spadek do Erovnuli Liga 2                             |

## Wyniki spotkań
| Gospodarz \ Gość   | DIL | DBT | DTB | GAG | LOC | SAB | SMG | SIO | TEL | TKU | DIL | DBT | DTB | GAG | LOC | SAB | SMG | SIO | TEL | TKU |
| ------------------ | --- | --- | --- | --- | --- | --- | --- | --- | --- | --- | --- | --- | --- | --- | --- | --- | --- | --- | --- | --- |
| Dila Gori          |     | 2–1 | 0–1 | 2–1 | 4–1 | 1–0 | 1–0 | 2–1 | 2–1 | 2–0 |     | 0–1 | 2–3 | 1–1 | 1–0 | 3–0 | 3–0 | 1–2 | 0–0 | 2–1 |
| Dinamo Batumi      | 3–0 |     | 3–0 | 5–2 | 7–2 | 2–2 | 4–4 | 4–0 | 1–0 | 4–0 | 3–2 |     | 4–1 | 2–0 | 4–2 | 3–2 | 1–2 | 3–0 | 4–0 | 5–2 |
| Dinamo Tbilisi     | 2–1 | 0–0 |     | 5–0 | 2–1 | 0–0 | 0–0 | 1–0 | 3–2 | 4–0 | 3–0 | 1–0 |     | 2–1 | 5–0 | 3–1 | 3–0 | 3–1 | 1–1 | 5–1 |
| Gagra              | 1–0 | 0–3 | 1–0 |     | 5–3 | 1–0 | 0–2 | 1–2 | 2–2 | 0–2 | 0–0 | 1–4 | 0–1 |     | 2–0 | 3–3 | 1–1 | 2–1 | 1–1 | 0–2 |
| Lokomotiwi Tbilisi | 0–3 | 0–2 | 0–2 | 0–2 |     | 2–1 | 0–2 | 1–2 | 0–1 | 0–3 | 2–2 | 1–1 | 0–2 | 0–2 |     | 0–1 | 1–4 | 2–2 | 0–2 | 0–0 |
| Saburtalo Tbilisi  | 0–2 | 0–0 | 1–1 | 3–0 | 3–1 |     | 2–1 | 3–3 | 1–0 | 2–0 | 0–2 | 2–4 | 1–2 | 2–1 | 5–1 |     | 3–1 | 1–1 | 0–1 | 2–4 |
| Samgurali Ckaltubo | 0–0 | 0–3 | 2–1 | 1–1 | 3–1 | 3–0 |     | 1–1 | 2–1 | 3–0 | 0–3 | 3–0 | 1–1 | 2–2 | 4–1 | 0–3 |     | 2–1 | 2–0 | 2–2 |
| Sioni Bolnisi      | 0–0 | 1–1 | 3–7 | 2–1 | 5–1 | 1–0 | 0–2 |     | 0–2 | 1–1 | 1–2 | 1–1 | 0–2 | 0–0 | 5–2 | 1–0 | 0–0 |     | 0–0 | 0–3 |
| Telavi             | 0–0 | 0–2 | 1–1 | 1–0 | 5–0 | 0–2 | 0–0 | 2–0 |     | 0–0 | 1–1 | 0–2 | 1–2 | 1–0 | 0–0 | 0–3 | 1–1 | 0–0 |     | 1–1 |
| Torpedo Kutaisi    | 1–0 | 0–3 | 0–3 | 1–0 | 4–2 | 0–1 | 0–2 | 3–0 | 1–1 |     | 4–1 | 1–0 | 0–0 | 0–1 | 3–1 | 1–1 | 3–2 | 3–0 | 1–0 |     |

1. 1 2 3 4 5 6  Mecz przełożony z powodu złej pogody.
2. ↑  Mecz 10 kolejki (29 kwi) między Torpedo Kutaisi a Dinamo Tbilisi został zweryfikowany jako walkower 3-0 dla Dinamo[4]. Wynik na boisku 1-2.

## Baraż o Erownuli Liga
Trzecia drużyna Erovnuli Liga 2 Samtredia wygrała 3-0 dwumecz z Sioni Bolnisi o miejsce w Erownuli Liga na sezon 2023.
| 7 grudnia 2022 | Samtredia                | 1:0   | Sioni Bolnisi |                                                                |
| 10:00          | Varlam Kilasonia 79' (k) | (0:0) |               | Erosi Manjgaladze Stadium, Samtredia Sędzia: Giorgi Kruashvili |

| 11 grudnia 2022 | Sioni Bolnisi | 0:2   | Samtredia               |                                                               |
| 10:00           |               | (0:1) | 9', 75' Cyrille Tchamba | Stadion Tamaz Stefania, Bolnisi Sędzia: Davit Kharitinishvili |

Gagra wygrała rzutami karnymi dwumecz z Spaeri drugą drużyną Erovnuli Liga 2 o miejsce w Erownuli Liga na sezon 2023.
| 8 grudnia 2022 | Gagra                                  | 2:0   | Spaeri |                                                                    |
| 10:00          | Luka Nozadze 8' · Tamaz Makatsaria 63' | (1:0) |        | Stadion im. Borisa Paiczadze, Tbilisi Sędzia: Irakli Kvirikashvili |

| 12 grudnia 2022 | Spaeri | 3:1 (pd.)               | Gagra |                                               |
| 10:00           | Rati Tsatskrialashvili 35' · Levan Papava 47' (k), 98'                                                          | (1:0, 2:0, 3:1, k. 4:5) | 95' (k) Tamaz Makatsaria                                                                                             | Spaeri Stadium, Tbilisi Sędzia: Jener Khorava |
| 10:00           | · Levan Papava · Siyanda Mathenjwa · Beka Khojanashvili · Roin Odishelidze · Nika Kirkitadze · Tornike Askurava | Rzuty karne             | · Vasil Khositashvili · Nodar Lominadze · Erekle Sultanishvili · Giorgi Lomtadze · Otar Parulava · Sandro Shetsiruli | Spaeri Stadium, Tbilisi Sędzia: Jener Khorava |

## Najlepsi strzelcy
| Bramki | Zawodnik            | Drużyna               |
| ------ | ------------------- | --------------------- |
| 19     | Flamarion           | Dinamo Batumi         |
| 13     | Irakli Rukhadze     | Samgurali Ckaltubo    |
| 12     | Irakli Sikharulidze | Saburtalo Tbilisi     |
| 10     | Stanisław Biłeńki   | Dinamo Tbilisi        |
| 10     | Ousmane Camara      | Dinamo Tbilisi        |
| 10     | Mate Wacadze        | Gagra / Dinamo Batumi |
| 9      | Tornike Kapanadze   | Dila Gori             |
| 9      | Nika Khorkheli      | Sioni Bolnisi         |
| 9      | Giorgi Kukhianidze  | Torpedo Kutaisi       |

Źródło: 

## Stadiony
| Dila Gori               |
| ----------------------- |
| im. Tengiza Burdżanadze |
| Pojemność: 8 230        |
|                         |

| Dinamo Batumi     |
| ----------------- |
| Stadion Batumi    |
| Pojemność: 20 000 |
|                   |

| Dinamo Tbilisi FC Gagra |
| ----------------------- |
| im. Borysa Paiczadze    |
| Pojemność: 54 549       |
|                         |

| Lokomotiwi Tbilisi Saburtalo Tbilisi |
| ------------------------------------ |
| im. Micheila Meschiego               |
| Pojemność: 27 223                    |
|                                      |

| Samgurali Ckaltubo |
| ------------------ |
| Stadion 26 Maja    |
| Pojemność: 12 000  |
|                    |

| Sioni Bolnisi    |
| ---------------- |
| Tamaz Stefania   |
| Pojemność: 3 000 |
|                  |

| SK Telawi               |
| ----------------------- |
| im. Giwiego Czocheliego |
| Pojemność: 12 000       |
|                         |

| Torpedo Kutaisi     |
| ------------------- |
| im. Ramaza Szengeli |
| Pojemność: 19 400   |
|                     |

Źródło: .